# Tahiríes (Yemen)
Los Tahiríes (en árabe: بنو طاهر‎, Banū Ṭāhir) fue una dinastía musulmana árabe que reinó en Yemen de 1454 a 1517. Sucedieron a la dinastía rasulí y fueron reemplazados por los mamelucos de Egipto después de solo 63 años en el poder.

## El fundador de la dinastía
El clan Banu Táhir estaba compuesto por magnates de Yemen y se originó en área de Juban y Al-Miqranah, aproximadamente 80 kilómetros al sur de Rada'a. Fueron administradores de los sultanes de la dinastía rasulí (1229-1454) y fueron frecuentemente llamados para calmar las rebeliones en las fronteras de los territorios de la dinastía. Una hija del clan se casó con un hijo del sultán An-Násir Áhmad. 
Después de la muerte del último en 1424 un periodo de convulsiones e inestabilidad dinástica invadió Yemen. El colapso de la dinastía rasulí dio al clan Banu Táhir una posibilidad de obtener poder. Lahij, al norte de Aden, fue tomado por ellos en 1443, y en 1454 el importante puerto de Aden fue rápidamente tomado por los hermanos Ámir y Alí bin Táhir y así se separó de los rasulíes.
El último sultán Al-Mas'ud Abu al-Qásim descartó cualquier esperanza de mantener su trono y se retiró a La Meca en el mismo año. El último de los hermanos, Ámir bin Táhir, tomó los títulos de sultán y rey (málik) con el nombre real de Salah ad-Din al-Málik az-Záfir Ámir (r. 1454-1460). Los sultanes pasaban los veranos en Juban y Al-Miqranah por su buen acceso a las tierras altas del sur, usando Zabid en las tierras bajas como su capital de invierno. De esta manera Zabid recuperó su posición como uno de los centros de aprendizaje y cultura en el mundo árabe. Económicamente, no obstante, la ciudad aparentemente declinó hacia finales del decimoquinto siglo.

## Régimen tahirí
Los tahiríes intentaron imitar a la dinastía anterior, los Banu Rasul. A pesar de que no fueron constructores tan impresionantes como estos, fueron prominentes. Por ello construyeron escuelas, mezquitas y canales de riego así como cisternas de agua y puentes en Zabid y Aden, Yafrus, Rada'a, Juban, etc. Algunos de estos siguen en uso. Quizás su monumento mejor conocido es la madrasa Amiriyya en Rada'a de 1504. 
Como sus predecesores gobernaron en primer lugar en las tierras bajas de Tihama y en las tierras altas del sur. Los sultanes fueron menos activos al expandir su base territorial que los gobernantes rasulíes. Mucha de la energía de los sultanes se gastó en sofocar revueltas de las tribus Tihama. Shihr en Hadramawt fue tomado en 1457, pero se perdió al final del siglo XV a manos del principado de Kathiri quien controló mucho del interior de Hadramaut. Los imanes zaidíes y chiitas, a pesar de que se dividieron en diferentes sectas en las tierras altas del norte, fueron capaces de resistir al régimen tahirí. El primer sultán, Az-Záfir Ámir, envió un ejército contra el imán Al-Mutawákkil al-Mutahhar en 1458, pero fue vencido y el hermano del sultán Muhámmad bin Táhir fue asesinado. La derrota probablemente inspiró a Az-Záfir Ámir para abdicar sus prerrogativas reales en el otro hermano, Al-Muyahid Alí. Este fue capaz de entrar en Saná temporalmente en 1461. Sin embargo, la ciudad fue pronto tomada de nuevo por los zaydíes. Las siguientes expediciones a Saná fracasaron, y el viejo sultán Áir fue asesinado por muchos seguidores cuándo lucharon con los zaydíes en 1466.
En los inicios del siglo XVI el sultán Az-Záfir Ámir II (1489-1517) reanudó su expansión hacia el norte al territorio zaydí y dirigió la toma de Saná de nuevo en 1504. Sin embargo, pronto se distrajo por enemigos en los demás frentes.

## Invasión y derrota
Los tahiríes tuvieron que contender con un número de amenazas externas agudas. Los portugueses se expandieron en el área del océano Índico después de 1498 y pronto se dieron cuenta de que Aden era la clave de acceso al Mar Rojo. Ocuparon la isla de Socotra en 1507, y las actividades portuguesas tuvieron repercusiones negativas para el comercio musulmán en la región. El régimen mameluco en Egipto, se dio cuenta del peligro, y envió una flota bajo Husáin al-Kurdi hacia el sur en 1505 con la intención de luchar contra los intrusos cristianos en el océano Índico. Cuándo llegó a Yemen, Az-Záfir Ámir II contribuyó con provisiones significativas. Sin embargo, los barcos de Husáin al-Kurdi fueron derrotados definitivamente por los portugueses en Diu, India en 1509. Una segunda flota fue equipada en 1515, otra vez bajo Husáin al-Kurdi. 
Al tiempo, Az-Záfir Ámir II, quien recientemente se había batido en un ataque portugués en Aden, rehusó proporcionar recursos a los mamelucos. El enfurecido Husáin al-Kurdi buscó y encontró aliados en el mismo Yemen, incluyendo al imán zaydí Al-Mutawákkil Yahya Sharaf ad-Din, el sharif sulaimaní Izz ad-Din bin Áhmad, y el señor de la guerra Abu Bakr bin Maqbul de Luhayyah. Después de elevado anclas en Zaila en la costa africana, atacó al sultán tahirí con mosquetes y artillería, que hasta la fecha no se habían usado en las guerras en Yemen. Después de ganar cierto número de batallas, los mamelucos se apropiaron de la casa del tesoro tahirí en Al-Miqranah. Az-Záfir Ámir II huyó a las tierras altas centrales donde otra vez sería derrotado. El sultán intentó huir al fuerte Dhu Marmar pero fue capturado y decapitado cerca de Saná el 15 de mayo de 1517. El reino tahirí cayó completamente bajo los mamelucos con la excepción de Aden, la cual resistió bajo el gobernador tahirí Ámir Murjan.

## Las consecuencias
La flota mameluca se retiró después de instalar un régimen tributario en Zabid. Irónicamente, el régimen mameluco en Egipto fue invadido por el Imperio Otomano en el mismo año. Los posteriores mamelucos Zabid ofrecieron oraciones en nombre del sultán otomano mientras se defendían como podían de las fuerzas zaydíes y tahiríes restantes, así como de las tribus árabes. Solo fue hasta 1538 en que una flota otomana fue enviada hacia el océano Índico. En Yemen, el príncipe Ámir bin Da'ud envió solicitudes de ayuda al comandante de la flota, Sulaimán Pasha al-Khadim, quien desde entonces estuvo acorralado en Aden por el imán zaydí Al-Mutawákkil Yahya Sharaf ad-Din. Sulaimán Pasha pretendió buscar ayuda y navegó hacia Aden. Sin embargo, envió sus hombres a tierra, arrestó a Ámir bin Da'ud y sus principales colaboradores, y les colgó del mástil de los barcos el 3 de agosto de 1538. Poco después de esto, el gobierno mameluco en Yemen fue eliminado y el dominio turco comenzó.

## Lista de sultanes
- Az-Záfir ámir I bin Táhir (1454-1460)
- Al-Muyahid Alí bin Táhir (1460-1479), hermano
- Al-Mansur Abd al-Wahhab bin Da'ud bin Táhir (1479-1489), sobrino
- Az-Záfir ámir II bin Abd al-Wahhab (1489-1517), hijo

Dirigentes contra los Mamelucos
- Áhmad bin Ámir (1517-1518), hijo
- Ámir bin Abd al-Málik (1518-1519), sobrino de Al-Mansur Abd al-Wahhab
- Áhmad bin Muhámmad (1519-1520), nieto de Az-Záfir Ámir I
- Abd al-Málik bin Muhámmad (1520-1527), sobrino de Ámir bin Abd al-Málik
- Ámir bin Da'ud (1527?-1538), posiblemente sobrino de Al-Mansur Abd al-Wahhab